# Csehimindszent
Csehimindszent je vas na Madžarskem, ki upravno spada pod podregijo Vasvári Železne županije.